# Ballon (Irlandia)
Ballon (irl. Ballán) – wieś w hrabstwie Carlow w Irlandii.